# 潜水艇タイタン沈没事故
潜水艇タイタン沈没事故（せんすいていタイタンちんぼつじこ）は、2023年6月18日頃、アメリカ合衆国の観光会社オーシャンゲート社が運航する潜水艇タイタン号が、カナダのニューファンドランド島沖合から南東740キロメートルの北大西洋上で潜水中に圧潰・沈没した海難事故である。

## 概要
2023年6月18日、タイタニック号の残骸の観覧を目的とするオーシャンゲート社の潜水艇タイタン号（乗員・乗客5人）との連絡が途絶え、カナダ、アメリカ合衆国、フランスなどの合同によって「前例のない」と評されるほどの大規模な捜索が行われた。行方不明から4日後の6月22日、アメリカ沿岸警備隊はタイタニック号の残骸付近で潜水艇の破片のようなものを発見、潜水艇は水圧により圧潰したとみられ、潜水艇を運用するオーシャンゲート社のCEOを始めとする乗員・乗客5人全員の生存が絶望的であることを発表した。
この事故は、世界的に名の知られているタイタニック号の残骸の観覧を目的としたものだったこと、行方不明直後は圧潰の事実が判明せず、乗員・乗客の生存の可能性を否定できなかったことから世界中の注目を集め、捜索の拠点となったボストンを中心に世界中のメディアが駆けつける事態となった。

## 背景

### オーシャンゲート社
オーシャンゲート社は、ストックトン・ラッシュとギレルモ・シェンラインによって2009年に設立されたアメリカ合衆国の観光会社で、2010年より商用潜水艇のリースによる観光事業をカリフォルニア沖、メキシコ湾、大西洋で実施していた。その後、ラッシュは難破船を訪れるツアーによってメディアの注目を集めることができると考え、2016年、潜水艇サイクロプス1号によってアンドレア・ドーリア号の沈没現場を訪れるツアーを実施した。2019年、ラッシュは雑誌『スミソニアン』によるインタビューで「誰もが知っている沈没船は1つしかない。（中略）水中にあるものを何か挙げろと問われれば、みんなサメ、クジラ、タイタニック号と答えるはずだ」と述べ、タイタニック号の沈没現場を訪れるツアーに意欲を示していた。

### タイタニック号
タイタニック号は、1912年4月15日、北大西洋で氷山と衝突して沈没したイギリスの豪華客船である。沈没によって1,514人が亡くなり、これは海難事故としては当時史上最悪のものであった。1985年、タイタニック号の残骸が発見され、カナダのニューファンドランド島の沖合から南東740キロメートルの北大西洋上、水深約3,810メートルに沈んでいることが判明した。水圧は水深10メートルごとに1気圧ずつ増していくため、タイタニック号の沈没現場を訪れるためには約380気圧に耐える潜水艇が必要となる。

## タイタン号

### 設計
タイタン号は、オーシャンゲート社が運航する5人乗りの潜水艇である。全長6.7メートル、重量10,432キログラムの船体は炭素繊維強化プラスチックとチタンからなり、耐圧殻となる2つのチタンの半球が炭素繊維強化プラスチックの筒で接続されている。チタンの半球の一方には、直径380ミリメートルのアクリル樹脂製の窓が設けられている。チタンの半球はハッチも兼ねており、乗員・乗客が乗り込んだ後にボルト締めされ、外部からしか開けられないようになっていた。

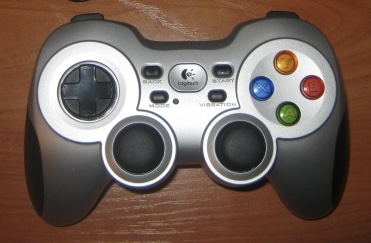
制御装置に用いられたロジクール製のゲームコントローラー「F710」。

タイタン号は水平方向に2基、垂直方向に2基配置された電動推進器を使用して、最大3ノット（時速5.6キロメートル）で移動することが可能であった。制御装置にはロジクール製のゲームコントローラー「F710」が用いられているが、潜水艇のような3次元的操縦を必要とされる乗り物において既製品のゲームコントローラーが用いられるのは特に珍しいことではない。オーシャンゲート社によれば、タイタン号は5人が96時間生存できる生命維持装置と、船体の強度を監視するモニタリングシステムを備えていた。モニタリングシステムはラッシュが特許を取得した独自のシステムで、潜水するにつれて増加する圧力の影響を音響センサーとひずみゲージを使って分析し、船体の安全性をリアルタイムで監視することで、船体の問題を早期に発見し、海面に戻る時間的余裕を確保するのに役立つとしている。また、緊急時に船体を浮上させるための投棄可能なバラスト、気球、スラスターなど7種類のバックアップシステムがあった。その中には乗員・乗客全員が意識を失っても機能するように設計されたものもあり、一定の時間が経過すると溶けるフックを用いることで、船体に固定された土嚢が外れて船体が浮上するようになっていた。
2020年、タイタン号は繰り返し疲労の兆候が表れたため、潜航深度が3,000メートルに格下げされており、その後、船体は修理ないし再建されている。ラッシュはトラベル・ウィークリー誌の編集長に対して、保管期限が切れて航空機に対する使用基準を下回っていた炭素繊維強化プラスチックをボーイング社から格安で調達することができたと述べている。オーシャンゲート社によれば、タイタン号はアメリカ航空宇宙局、ボーイング社、ワシントン大学と共同で設計された。ワシントン大学の応用物理学研究所ではサイクロプス2号（のちのタイタン号）の試験が行われており、圧力容器の3分の1模型を用いて291.6気圧（水深約3,000メートルに相当）に耐えることができたという。しかし、事故の発生後、アメリカ航空宇宙局の広報担当者は、マーシャル宇宙飛行センターがオーシャンゲート社と宇宙法協定を結んではいるものの、タイタン号の試験や建造において人員や施設が関与したことはないと述べている。また、ボーイング社の広報担当者もタイタン号のパートナーではなく、設計も製造もしていないと述べた。

### 運用
2021年7月、オーシャンゲート社はタイタニック号の沈没現場を訪れるツアーを初めて実施した。ニューファンドランド島のセントジョンズを出発地とし、北大西洋のタイタニック号沈没地点へ移動、水深約3,810メートルの沈没現場への潜水にはタイタン号を使用することとしていた。ツアー一行は通常、パイロット、ガイド、3人の乗客で構成されていた。タイタニック号が沈んでいる水深までの降下に2時間、全行程には約8時間かかった。タイタン号に自身の位置を把握する機能はなく、タイタン号が15分ごとに発信する信号を支援船によって監視し、距離と方向を示すテキスト・メッセージを送信することで誘導が行われた。
乗客が8日間のツアーに対して支払った料金は、約25万ドルとされている。ツアーは2021年に6回、2022年に7回行われた。2023年にもツアーが複数回行なわれる予定だったが、ニューファンドランド島付近の天候が悪かったため、事故時がその年最初のツアーであった。

### 安全性への疑念
タイタン号は港にいる時点では乗客を乗せず、公海上のみで運用するため安全規制の対象外であり、いかなる規制機関や第三者機関からも認証を受けていなかった。2022年に『CBSニュース サンデーモーニング』の取材でツアーに同行したデヴィッド・ポーグによれば、タイタン号に乗る乗客は全員、タイタン号が「実験的な」船であるためいかなる規制機関からも承認や認定を受けていないことや、身体的傷害、障害、トラウマ、死亡といった事態が起こりうるという内容の権利放棄書に署名するという。同様にツアーに参加したテレビプロデューサーのマイク・ライスは「権利放棄書の最初のページに『死』という単語が3回も出てきた」と指摘している。上述の雑誌『スミソニアン』のインタビューでは、1993年に制定された船舶安全法について「乗客の安全を不必要に優先させて商業的なイノベーションを犠牲にした」と述べたラッシュのことを「命知らずの発明家」と評している。ラッシュは、2021年のインタビューでは「私は（タイタン号を）建造するためにいくつかのルールを破ってきた。私の論理と優れたエンジニアリングがそれを可能にしたのだと思う。炭素繊維強化プラスチックとチタンにはこれこれこういうことをするなというルールがあるが、まあ、私はそれをやったよ」、2022年の別のインタビューでは「ある時点で安全というものは完全に無駄になる。何が言いたいかというと、安全がどうしてもいいというなら、ベッドから出なければいいし、車に乗らなければいいし、何もしなければいいんだ」と述べた。
2018年、オーシャンゲート社の海洋事業部長であったデイヴィッド・ロクリッジは、タイタン号の安全上の懸念についての報告書を作成した。ロクリッジは懸念点として、タイタン号の前端にあるアクリル樹脂製の窓がツアーに必要な水深の3分の1である水深約1,300メートルまでしか認証されていなかったこと、有人での運用の前に船体の非破壊検査を実施していないことを挙げている。非破壊検査を実施していない理由として、「船体の厚さのために、船体の部材や接合部をスキャンして、層間剥離、気孔、接着剤の接着力不足などを確認することはできない」と繰り返し言われたという。ロクリッジはオーシャンゲート社側に何らかの機関に評価・認証してもらうよう促したが、オーシャンゲート社側は費用がかさむことを理由にそれを拒否し、タイタン号の船体に対する社内のエンジニアリングチームの評価は、エンジニアではないロクリッジが必要と主張する第三者評価よりも強いと主張した。その後、ロクリッジは解雇され、タイタン号の安全性に対し懸念を示したため内部告発者として不当に解雇されたと訴訟を起こしたが、数か月後に和解に応じている。
同年、海洋技術学会は「タイタン号の開発とタイタニック号探検計画に関する満場一致の懸念」を表明する書簡をラッシュに送り、「現在の実験的手法では（中略）業界全体に深刻な影響をもたらすであろう否定的な結果（軽微なものから破滅的なものまで）が起こりうる」ことを伝えた。ラッシュは書簡を読んだのち署名者の1人に電話をかけ、業界の基準がイノベーションを阻害していると述べたという。また、同年3月、海洋探査の第一人者であるロブ・マッカラムは顧客を危険にさらす可能性があると警告するメールをラッシュに送り、独立した機関によって試験し適切にクラス分けされるまでは潜水艇を商業利用しないよう助言したが、ラッシュは「安全性の議論を持ち出してイノベーションを止めようとする業界関係者にはうんざりしている…。誰かが死ぬことになるという根拠のない主張はもう聞き飽きたし、私はこれを個人的な侮辱であると思っている」と解さなかった。これに対し、マッカラムは「あなたは自分自身と顧客を潜在的な危険に晒しており、タイタニック号が『不沈』と呼ばれた過ちと同じことをしている」というメールをラッシュに送り、以後、オーシャンゲート社の弁護士はマッカラムへの法的措置を検討することになった。

### 2022年の遭難
上述の『CBSニュース サンデーモーニング』の取材の際、タイタン号が一時的に遭難し位置が特定できなくなる事態が発生した。タイタン号の安全性に疑問を呈したこのレポート映像は、2023年の事故の発生後、ソーシャルメディア上で一気に拡散した。レポート映像の中で、ポーグは「『冒険野郎マクガイバー』に出てくる有り合わせで何とかした即席っぽさがこの潜水艇にはある」とコメントし、制御装置にはロジテック製のゲームコントローラー「F710」が用いられていること、バラストには建設用パイプが用いられていることを指摘した。タイタニック号探検とは別の潜水時には、推進器の1つが誤って逆向きに設置されていたため、前進しようとしたときに船体がぐるぐる回転し始めた。この問題は制御装置を横向きに持ちながら操縦することで回避された。2022年11月に裁判所に提出された書類によれば、2022年に実施したある潜水において、バッテリー問題のため手動で昇降プラットフォームに取り付けなければならなくなり、その際に外部コンポーネントに損傷が生じたと報告されている。

## 事故の発生
2023年6月19日、アメリカ沿岸警備隊は潜水艇が潜航後1時間半が経過した時点で連絡が途絶えたことを発表、捜索活動が行われることとなった。遭難したと思われるアメリカ合衆国マサチューセッツ州ケープコッドの東約900マイルの海域には複数の捜索船が駆け付けた。カナダの哨戒機はソナーで海中を探索し打撃音を感知した。6月21日には、アメリカ海軍が大型の物体を深海から回収する装備を現地に送り込むことを表明した。6月22日には、フランスの海中探査機も捜索に加わった。
6月22日、アメリカ沿岸警備隊は無人海中探査機がタイタニック号の残骸付近で潜水艇の破片のようなものを発見したと発表した。のち記者会見を行い、潜水艇は「『壊滅的な破壊』に見舞われ、乗船していた5人の生存は絶望的」だと発表した。
乗船していたのは、以下の5名とされる。
- ストックトン・ラッシュ（英語版） - タイタン号を建造・運用するオーシャン・ゲートのCEO。
- シャーザダ・ダウッド（英語版） - パキスタンの富豪。
- スレマン・ダウッド (Suleman Dawood) - ストラスクライド大学の学生。シャーザダ・ダウッドの息子。
- ヘイミッシュ・ハーディング（英語版） - アラブ首長国連邦を拠点に、ビジネスジェットの販売事業を行うイギリスの実業家。
- ポール＝アンリ・ナルジョレット（英語版） - フランスの深海探検家であり、タイタニック号事故の研究者。

10月11日、米国沿岸警備隊は火曜日、北大西洋で爆縮したタイタン潜水艦からエンジニアらが残存破片と人間と推定される遺体を回収したと発表した。
2024年9月27日、米沿岸警備隊の公聴会が終了したが、事故の責任の所在や明確な原因は特定されなかった。
2025年6月11日、Netflixにて本事故を追ったドキュメンタリー映画『潜水艇タイタン：オーシャンゲート社が犠牲にしたもの』が公開された。

## 反応
奇しくも、事故の発生後である2023年6月24日および7月1日に、日本のフジテレビでは『土曜プレミアム』にてタイタニック号沈没事故を主題とした映画『タイタニック』の放送が予定されていた。6月23日、同局は追悼文を自社のウェブサイト上で掲載するとともに、映画の放送を予定通り行うと発表した。翌24日にはタイタン号の事故に対し心理的重圧を受ける視聴者へ注意を促すメッセージを冒頭に表示し、予定通り前編の放送が行われた。
同映画の監督で、自身もタイタニック号の沈没現場を33回訪れた経験があるジェームズ・キャメロンは、耐圧殻に用いられた炭素繊維強化プラスチックには水圧に耐える圧縮強度がないこと、船体の安全性をリアルタイムで監視するモニタリングシステムは瞬間的な圧壊の対策としては役に立たないことを指摘し、安全性の軽視によって事故を招いたタイタニック号とタイタン号の類似性に衝撃を受けたと述べた。